# Blodröd rövarmyra
Blodröd rövarmyra (Formica sanguinea) är en myrart som beskrevs av Pierre André Latreille 1798. Blodröd rövarmyra ingår i släktet Formica och familjen myror. Arten är reproducerande i Sverige. Inga underarter finns listade.

## Bildgalleri

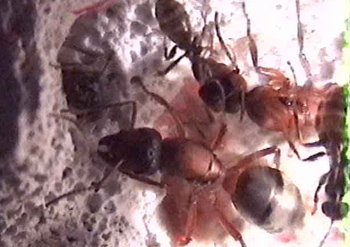